# Lutsch Smerti
Lutsch smerti (dt.: Der Todesstrahl) ist ein 1924 gedrehter, sowjetischer Science-Fiction- und Propagandastummfilm von Lew Kuleschow, entstanden nach einem Drehbuch von Wsewolod Pudowkin.

## Handlung
In irgendeinem nicht näher bezeichneten, westlichen Land. Im kapitalistischen System brodelt es, der Arbeiterführer Thomas Lann zettelt in der Fabrik „Helium“ einen Aufruhr an. Als er auf Betreiben der Fabrikeigner verhaftet wird, verhelfen ihm seine Genossen zur Flucht. Lann erreicht die Sowjetunion. Hier will er sich mit Ingenieur Podobed, dem Erfinder der ominösen „Todesstrahlen“, in Verbindung setzen, da er sich mit dieser mächtigen Waffe sicher glaubt, daheim das verhasste System zu besiegen und überwinden zu können. Doch sein Kontrahent, der Faschist Fog, ist ihm auf den Spuren und entführt kurzerhand den Erfinder dieser Waffe, um mit dessen Wissen wiederum die Arbeiterschaft zu knechten. Es kommt zu einigem hin und her, bis Lann die Todesstrahlen-Apparatur endlich in seine Hände bekommt und damit die kapitalistischen Ausbeuter vernichtet, indem er mit den Strahlen aus der Luft nahende Bomber, die gegen die Revolutionäre eingesetzt werden sollen, abschießen kann.

## Produktionsnotizen
Lutsch smerti wurde am 16. März 1925 in der UdSSR uraufgeführt. In Deutschland lief der Film nicht an.
Wsewolod Pudowkin, später einer der berühmtesten Regisseur des Sowjetfilms, arbeitete hier als Regieassistent, Drehbuchautor und Filmarchitekt mit.
Lew Kuleschow, der Regisseur des Films, ist selbst in einer kleinen Rolle zu sehen.

## Kritiken
„Das Thema kann Kuleschows Neigung zum Phantastischen, zu technischen Tricks entgegen. Er experimentierte auch hier mit den Möglichkeiten des Films, u.a. mit einer ungewöhnlichen Montage.“

„[Der] Film … sollte nach der Absicht des Regisseurs zeigen, daß die sowjetische Kinematographie Filme produzieren kann, die mit den amerikanischen und westeuropäischen erfolgreichen Sensationsfilmen konkurrieren können. Die Kritik warf zu Recht dem Film vor, daß er eine naive Fabel habe und daß die Aneinanderreihung von effektvollen Tricks der Dramaturgie nicht helfe, sondern schade. (…) Aufmerksamkeit verdienen die Massenszenen, in denen wirkliche Fabrikarbeiter als Statisten auftraten.“